# Grimmia trichophylla

## Đặc điểm
Grimmia trichophylla là một loài Rêu trong họ Grimmiaceae. Loài này được Grev. mô tả khoa học đầu tiên năm 1824.
Loài rêu sống thành mảng có màu xanh lục hơi vàng cho đến xanh đậm, thân dài từ 1 - 2,5 cm có sợi ở giữa.
Lá Grimmia trichophylla khá lỏng lẻo, không bám chặt vào nhau, xoắn khi khô và dựng đứng khi ẩm. Lá cây có răng cưa, cong ở 2 mặt, hình mũi mác thuôn nhọn đến đỉnh, kích thước từ 2 - 3 (chiều dài) x 0,6 - 0,8 mm (chiều rộng).
Đôi khi, quả của loài này sẽ xuất hiện, có hình cầu, sáng bóng, màu nâu, nhẵn đến hơi sọc.

## Nơi sống
Grimmia trichophylla thường sống ở những tảng đá có tính axit, độ cao trung bình từ 200 - 2000m so với mực nước biển.
Loài này phân bố chủ yếu ở Nhật Bản, Nam Phi, Hoa Kỳ, Canada...

## Hình ảnh

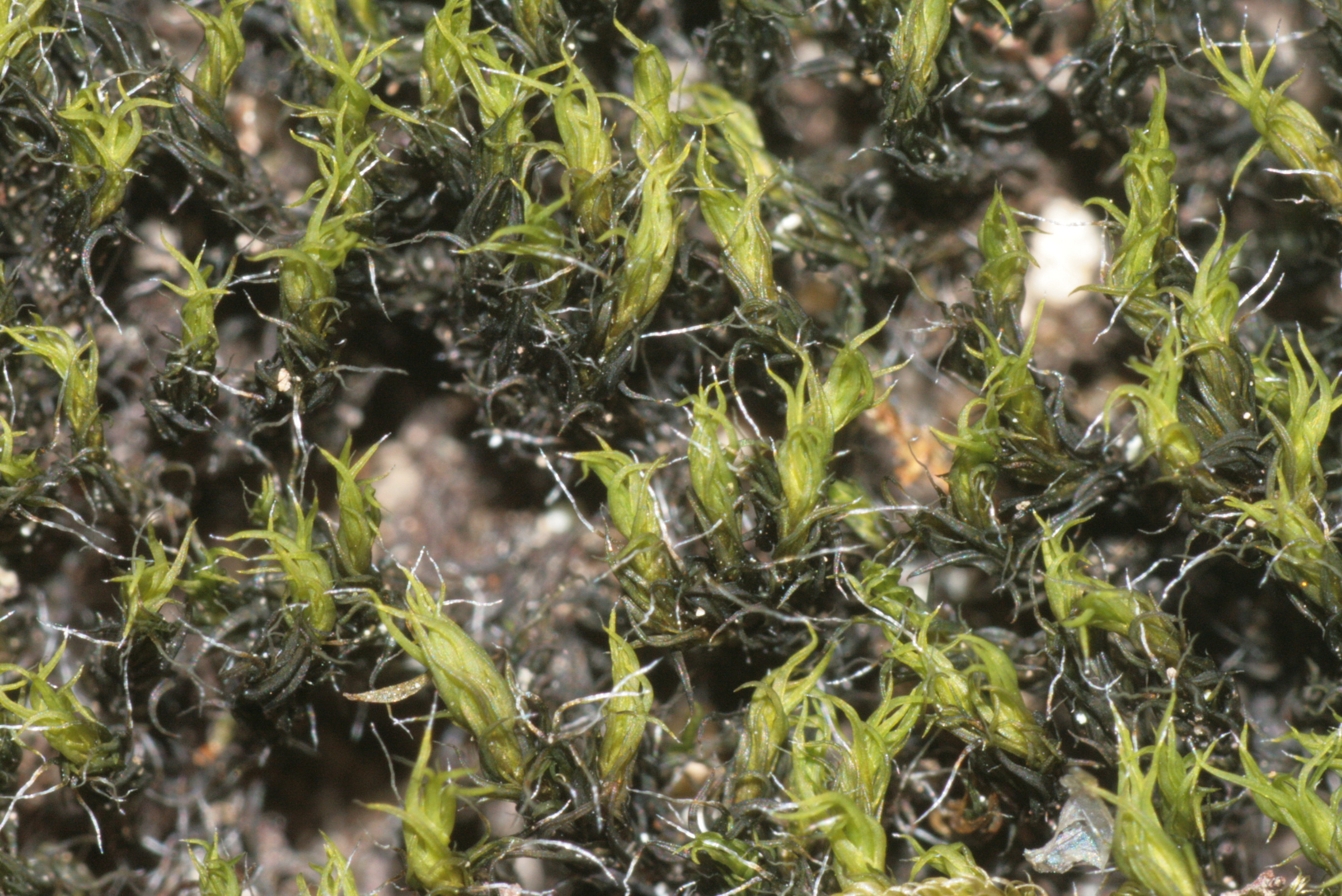
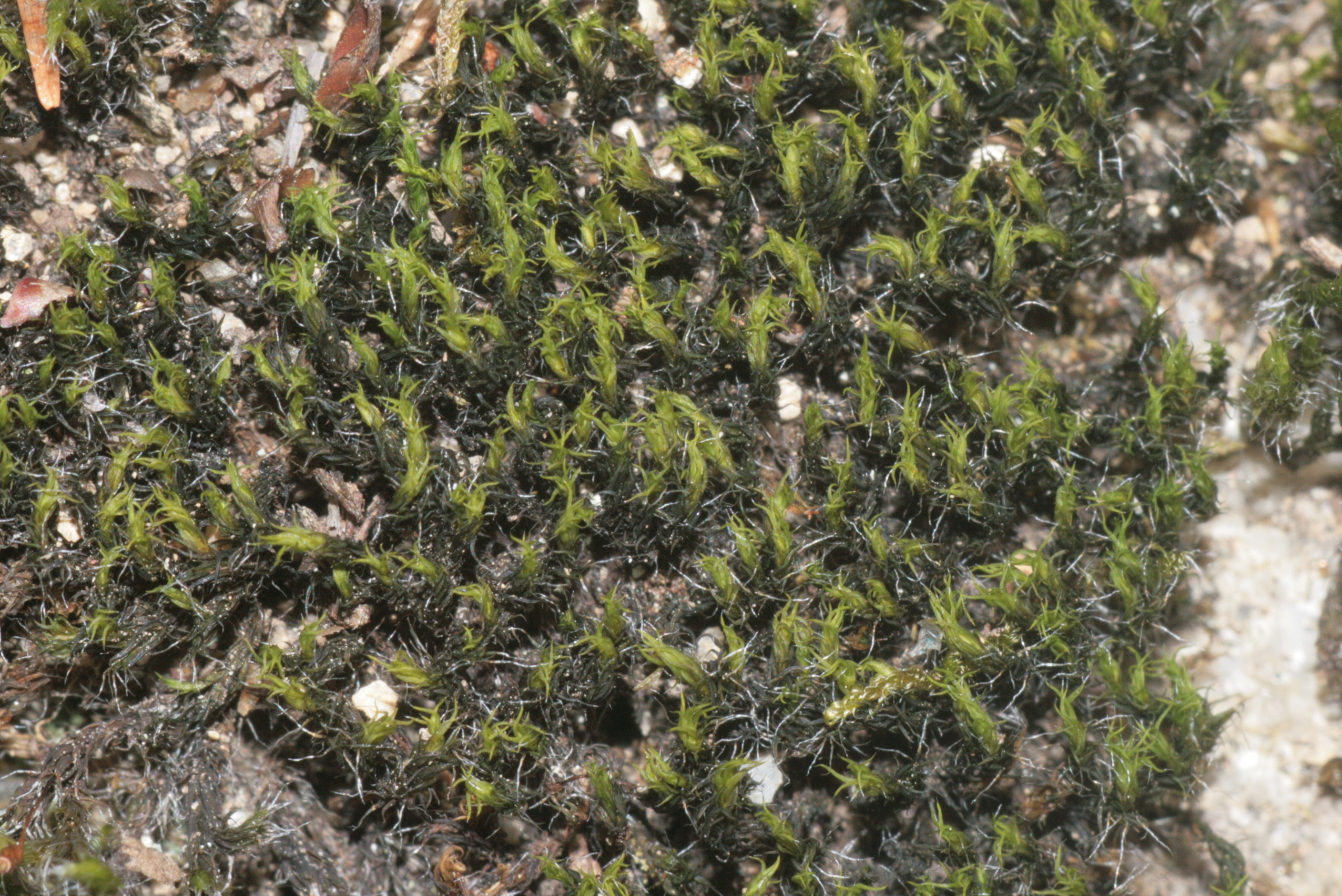